# Некрономикон
«Некрономико́н» (англ. Necronomicon), также «Книга Мёртвых» или «Аль-Азиф» — книга-гримуар (учебник магии), описанная американским писателем ужасов Говардом Филлипсом Лавкрафтом. Описание «Некрономикона» гласит, что книга опасна для чтения, ибо это может навредить физическому и психическому здоровью читающего. По этой причине книга хранится под семью замками в библиотеках. «Некрономикон» содержит оккультные знания, магические ритуалы, заклинания, сведения о колдунах, нежити, демонах, Загробной жизни, а также Древних богах и внеземных существ из Иных миров, и других темных материях. «Некрономикон» является самой известной книгой в «Мифах Ктулху».
Впервые «Некрономикон» упоминается в рассказе Лавкрафта «Пёс» (1922), а его автор «Безумный араб» Абдул Альхазред упоминается годом ранее в рассказе «Безымянный город». В рассказе «Праздник» (1923) впервые приводится цитата из «Некрономикона», что описывает Загробную жизнь. В романе «Случай Чарльза Декстера Варда» (1927) описано заклинание воскрешения мертвеца. В повести «Шепчущий во тьме» (1931) появляется описание древних эпох Земли — циклах Йог-Сотота и Ктулху. В повести «Хребты Безумия» (1931) появляется описание рас пришельцев.
Август Дерлет и Кларк Эштон Смит первыми начали цитировать строки из «Некрономикона». Лавкрафт одобрял то, что другие писатели основывались на его работах, полагая, что такие распространенные намеки создают «фон дурного правдоподобия». Многие люди поверили в реальность самой книги либо её древнего прототипа за авторством Абдула Альхазреда, либо реальность исторического образца. Такого мнения часто придерживаются сторонники теорий заговора или читатели, которые нарочно приписывают реальные источники творчеству Лавкрафта, подражая приемам самого автора. Многие продавцы книг и библиотекари получали запросы на «Некрономикон».
Пользуясь дурной славой вымышленного тома, различные издатели напечатали множество сборников под названием «Некрономикон», после смерти Лавкрафта. Серьёзно относился к «Некрономикону» известный писатель-мистик Кеннет Грант и некоторые современные журналисты.

## Вдохновение
Лавкрафт является последователем Эдгара По, который описал в рассказе «Падение дома Ашеров» вымышленную книгу «Безумная печаль» сэра Ланселота Каннинга, — вымышленного автора. Вслед за своим кумиром Лавкрафт начал создавать вымышленные книги, содержащие тайные знания. Роберт Прайс писал, что изначально «Некрономикон» был шуточной идеей для узкого круга писателей, чьи работы публиковались в фантастических журналах. Впоследствии это стало распространённой практикой среди писателей-фантастов — например, таких как Хорхе Луис Борхес или Уильям Голдман. Позже этот прием станет популярным в массовой культуре.
Как у Лавкрафта зародилось название «Некрономикон» — неясно. Он говорил, что оно пришло ему во сне. Некоторые критики полагают, что на Лавкрафта, в первую очередь, повлияла сводящая с ума «пьеса Король в желтом» из рассказа «Король в желтом» Роберта Чемберса. Но, предположительно, Лавкрафт прочитал его только в 1927 году. Дональд Берлесон утверждал, что идея заимствована у Натаниэля Готорна. Возможно, идея была навеяна незаконченной астрономической поэмой «Астрономикон» Марка Манилия. Роберт Прайс обращает внимание на сходство цитат в вымышленных книгах от вымышленных авторов: «Тайной книге» Хали и «Чудеса Науки» Морристера из творчества Амброуза Бирса, и «Некрономиконе» Альхазреда. Роберт Говард в рассказе «Алая цитадель» (1933) упоминал библиотеки, где хранятся книги из человеческой кожи. Лавкрафт писал, что «заплесневелые спрятанные рукописи» являются характерной чертой готической литературы.
Абдул Альхазред — имя вымышленного автора книги, оно усиливает беллетризацию книги, даже не являясь грамматически правильным арабским именем. «Абдул» означает «прихожанин / раб», и отдельно оно не имеет смысла, поскольку Альхазред — это не фамилия в Западном смысле, а ссылка на место рождения человека, но тогда его английский перевод начинался бы с приставки «the». Лавкрафт использовал имя Абдул Альхазред как псевдоним, который он взял себе в возрасте 5 лет.
Лавкрафта часто спрашивали о правдоподобности «Некрономикона» и он всегда отвечал, что это полностью его изобретение. В письме Уиллису Коноверу Лавкрафт изложил типичный ответ:

Касательно «ужасных и запретных книг» — я вынужден сказать, что большинство из них абсолютно вымышлено. Нет и никогда не было никакого Абдула Альхазреда и «Некрономикона», поскольку я придумал эти имена сам. Роберт Блох был озарён идеей о Людвиге Принне и его «De Vermis Mysteriis», а «Книга Эйбона» — изобретение Кларка Эштона Смита. Роберт Говард ответственен за Фридриха фон Юнтца и его «Unaussprechlichen Kulten»… Относительно реально существующих книг по тёмной, оккультной и сверхъестественной тематике — по правде говоря, их количество невелико. По этой причине намного больше удовольствия приносит само изобретение мифических рукописей, таких как «Некрономикон» и «Книга Эйбона», нежели их описание.
— К Виллису Коноверу (29 июля 1936)

Лавкрафт писал, что лишь упоминал «Некрономикон», но не собирался создавать его содержание:
Если бы кто-нибудь попытался написать «Некрономикон», то это разочаровало бы всех, кто трепетал от загадочных ссылок на него.
Фрэнк Белнап Лонг стал первым, кто использовал «Некрономикон» Лавкрафта, в своем рассказе «Пожиратели космоса» (1928). Роберт Говард упоминает «Некрономикон» в рассказе «Дети ночи» (1931).

## Название
Лавкрафт объяснял, что название книги состоит из трех слов: nekros (греч. νεκρός «мертвец»), nomos (греч. νόμος «закон») и eikon (греч. εικόν «образ, воплощение»). Таким образом, название означает «воплощение закона мёртвых». Более прозаичный (и, вероятно, более правильный) перевод через спряжение nemo — «Что касается мёртвых». Другой вариант звучит как «Знание мёртвых» — nekros (мертвец) и gnomein (греч. γνωμέιν «я знаю»), учитывая вполне допустимое выпадение g.
В греческих изданиях Лавкрафта приводятся ещё примеры вариантов перевода:
- Necro-Nomicon — Книга законов Мёртвых, производное от Nomikon (Книга Закона);
- Necro-Nomo-icon — Книга Мёртвых Законов;
- Necro-Nemo-ikon — Исследование классификации мёртвых;
- Necro-Nomo-eikon — Воплощение Закона Мёртвых;
- Necro-Nemein-Ikon — Книга о Мёртвых;
- Necrό-Nomo-eikon — Закон мёртвых образов;
- Necr-Onom-icon — Книга Мёртвых Имён, производное от onoma (имя);
- Necr-onom-ikon — Книга Имён Мёртвых святых, от icon — Икона — изображение Святого.

Роберт Прайс отмечает, что это название было по-разному переведено другими писателями, как: «Книга имён мёртвых», «Книга законов мёртвых», «Книга мёртвых имён» и «Знающий законы мёртвых». С. Т. Джоши утверждает, что этимология самого Лавкрафта «почти полностью несостоятельна, а последняя её часть особенно ошибочна, поскольку -ikon — не что иное, как суффикс прилагательного среднего рода и не имеет ничего общего с eikon (изображение)». С. Т. Джоши переводит название как «Книга, рассматривающая (или классифицирующая) мёртвых».
Мифология Древнего Египта часто служит фоном для «Лавкрафтоских ужасов», также, как и для Эдгара По, последователем которого является Лавкрафт. Лавкрафт сам называл «Некрономикон» «Книгой мёртвых», что изображается на стенах гробниц. В произведениях «Сомнамбулическом поиске неведомого Кадата» и «Иных богах» упоминаются «Земные знания», которые, вероятно, гораздо более древнее, чем «Книги Земли».

## Вымышленная история
В 1927 году Лавкрафт описал псевдоисторию книги в черновике «История Некрономикона», который был опубликован в 1938 году. Только в этом рассказе Лавкрафт упоминал название «Аль-Азиф» (Al Azif), но более не использовал примеров арабского письма. В арабском словосочетание означает звуки, издаваемые цикадами и ночными насекомыми, что в фольклоре именуют «беседой демонов». Лавкрафт оставил сноску на Самуэля Хенли, как автора перевода «Ватек». Хенли перевел оттуда отрывок: «Те ночные насекомые, которые предвещают зло», ссылаясь на дьявольскую легенду о Вельзевуле, «Повелителе мух»; и Псалом 90:5, который в некоторых английских изданиях Библии XVI века (например, перевод Майлса Ковердейла 1535 года) описывает насекомых как «жуков ночи» или «ужас ночи». В англо-арабском словаре «Азиф» переводится как «свист (ветра); странный шум». Габриэль Уссани перевел выражение как: «жуткий звук джиннов в пустыне». Традиция «Азиф Аль-Джинн» связана с феноменом «поющего песка».
Альхазред, «полусумасшедший араб», родился в Сане, в Йемене, в начале VIII века. Он посетил руины Вавилона (Ирак), Аравийскую пустыню и знал «подземные тайны» Мемфиса. Переехал в Дамаск, где и написал «Аль-Азиф», перед тем, как умер загадочной смертью в 738 году. По легенде, его убила некая невидимая тварь. «Азиф» получил значительное, хотя и тайное распространение среди философов того времени.
В 950 году Теодор Филет, вымышленный христианский теолог из Константинополя, впервые перевёл «Аль-Азиф» на греческий язык. Эта версия «подтолкнула некоторых экспериментаторов к ужасным деяниям», прежде чем была сожжена в 1050 году реальным патриархом Михаилом. Арабская версия Аль-Азифа уже исчезла к тому времени, когда греческая версия была запрещена в 1050 году.
В 1228 году Олаус Вормиус (Лавкрафт указывает дату 1228 год, хотя реальный Олаус Вормиус родился в 1588, а умер в 1654 году) выполнил перевод с греческого на латынь. Этот текст был напечатан дважды: первый раз в XV веке (очевидно, в Германии), и второй — в XVII (в Испании). Манускрипты были запрещены в 1232 году папой Григорием IX. Арабский оригинал был утрачен раньше — о чём Вормиус указал во введении к «Некрономикону». Перевод Джона Ди, мага Елизаветы, так и не был напечатан, и существует лишь в фрагментах, извлеченных из оригинального манускрипта. На Джона Ди ссылался Фрэнк Белнэп Лонг.
До XX века дошли единичные копии, они тщательно охраняются в библиотеке Мискатоникского Университета, Национальной Библиотеке Парижа, библиотеке Британского Музея, Уайденеровской Библиотеке Гарвардского Университета, библиотеке Университета Буэнос-Айреса. Лавкрафт цитирует «расплывчатое упоминание о секретной копии, появившейся в Сан-Франциско в XX веке», но она «погибла в огне позже». Лавкрафт пишет, что про греческую версию не сообщалось «с момента сожжения библиотеки некоего жителя Салема в 1692 году» (ссылка на Пикмана и процесс над салемскими ведьмами).

## «Некрономикон» в творчестве Лавкрафта
Лавкрафт часто упоминает «Некрономикон» Абдул Альхазреда. Однако, несмотря на частые ссылки на книгу, Лавкрафт очень скуп на подробности. Внешний вид и физические размеры точно не указываются. Помимо очевидной информации об издании с черными буквами и иероглифами, книга описана переплетенной в кожу разных «типов» и имеет металлические застежки. В рассказе «Пёс» книга выполнена из темной человеческой кожи. Вероятно, это должно подчеркивать черты чёрной магии и её старину. Антроподермический переплёт был распространён в XVII—XIX веках. Владельцы могут маскировать издания под другие книги. Джозеф Карвен хранил книгу с надписью «Законы Ислама», а на самом деле внутри был спрятан «Некрономикон».
Почти все персонажи мифов Ктулху, читавшие «Некрономикон» приходят к ужасному концу. «Некрономикон» является своего рода справочным инструментом, «источником» угрожающих цитат из опасного, «тайного знания», способного погубить человечество и свести с ума любого, кто узнает об этом. Книгой интересуются те, кто стремится расширить свой кругозор за счет оккультных занятий: как студенты, так и преподаватели Мискатоникского университета. Сектанты читают «Некрономикон» особым образом: на неизвестном языке звучат мрачные молитвы, языческие заклинания, потусторонние возгласы, ритуальное пение и припевы, громоподобные декламации в сверхъестественных ритмах.
В раннем творчестве Лавкрафт описывал воскрешение мертвецов в «Некрономиконе», но позже стал использовать для этой цели другие книги, такие как «Культы гулей». В рассказе «Зов Ктулху» Лавкрафт связывает «Некрономикон» с Ктулху, а в романе «Случай Чарльза Декстера Варда» — с Йог-Сототом. В более поздних произведениях в «Некрономиконе» появляется описание инопланетян, Древних богов, языка Акло, и даже ссылки на текст «Пнакотических рукописей».

В рассказе «Показания Рэндольфа Картера» (1919) впервые появляется намёк на похожую книгу:
Из обширной коллекции старинных редких книг на запретные темы я перечитал все те, что были написаны на языках, которыми я владею; таких, однако, было очень мало по сравнению с фолиантами, испещренными абсолютно мне неизвестными знаками. Большинство, насколько я могу судить, были арабскими, но та гробовдохновенная книга, что привела нас к чудовищной развязке, та книга, которую Уорен нес с собой, была написана иероглифами, подобных которым я нигде и никогда не встречал. Она пришла ему по почте из Индии месяц назад. Уоррен ни за что не соглашался открыть мне, о чем эта книга. Относительно характера наших штудий, я сегодня уже не вполне его себе представляю. Помню, как Уорен с увлечением излагал мне свои мысли по поводу того, почему иные трупы не разлагаются, но тысячелетиями лежат в своих могилах, неподвластные тлену. 
В рассказе «Пёс» (1922) впервые появляется название «Некрономикон» за авторством «Безумного араба» Абдул Альхазреда и описание в нём амулета:
Амулет представлял странно стилизованную фигурку сидящей крылатой собаки или Сфинкса с полу-собачьей головой, выполненный в древней восточной манере из нефрита. Было в нем нечто отталкивающее, напоминающее о смерти, жестокости и злобе. Внизу была надпись на неизвестном языке, а вместо клейма выгравирован гротескный и грозный череп. Амулет был чужд всему, что знают здравомыслящие читатели из учебников по искусству и литературе, но мы узнали в нем то, на что намекал запретный «Некрономикон» безумного араба Абдула Альхазреда; жуткий символ души в культе пожирателей трупов из недоступного Ленга в Центральной Азии. Мы тщательно изучили очертания, описанные старым арабским демонологом; черты его образа, писал Альхазред, изображают некоторые мрачные, сверхъестественные свойства души тех, кто истязает и пожирает мертвецов.
В рассказе «Безымянный город» (1921) впервые упоминается Абдул Альхазред, которому приписывают рифмованный куплет и загадочное двустишье (вероятно, относящееся к духам и демонам, с которыми сталкивается герой):
«То не мертво, что вечность охраняет, Смерть вместе с вечностью порою умирает…».
В рассказе «Праздник» (1923) впервые приводится точная цитата из «Некрономикона», которая описывает процесс воскрешения колдунов: 
Нижние из пещер подземных недоступны глазу смотрящего, ибо чудеса их непостижимы и устрашающие. Проклята земля, где мертвые мысли оживают в новых причудливых воплощениях. Порочен разум, пребывающий вне головы, его носящей. Великую мудрость изрек Ибн Шакабао: блаженна та могила, где нет колдуна, блажен тот город, чьи колдуны лежат во прахе. Ибо древнее поверье гласит, что душа, проданная диаволу, из глины и жира его, питает и научает самого червя грызущего, пока сквозь тлен и разложение не пробьется новая чудовищная жизнь, и немые падальщики из воска земли не наберутся силы, чтобы извести раздувшееся чудовище. Огромные ходы тайно проделываются там, где хватило бы обычных пор земных, и там рожденные ползать научаются ходить.
В рассказе «Зов Ктулху» (1926) и всех последующих «Некрономикон» будет напрямую связан с Древними богами и инопланетянами. В нём снова появляется загадочное двустишие Абдул Альзахреда, но теперь уже оно ассоциируется с Ктулху: 
В прежние времена избранные люди могли говорить с погребенными Древними во снах, но потом что-то случилось. Великий каменный город Р’льех, с его монументами и надгробиями исчез под волнами; и глубокие воды, полные единой первичной тайны, сквозь которую не может пройти даже мысль, оборвали и это призрачное общение. Но память никогда не умирает, и верховные жрецы говорят, что город восстанет вновь, когда звезды займут благоприятное положение. Тогда из земли восстанут ее черные духи, призрачные и забытые, полные молвы, извлеченной из-под дна забытых морей. Сердце этой религии находится посреди безвестных пустынь Аравии, где дремлет в неприкосновенности Ирем, Город Столбов. Это верование никак не связано с европейским культом ведьм, и практически неизвестно никому, кроме его приверженцев. Ни в одной из книг нет даже намека на него, хотя, как рассказывал бессмертный Китаец, в «Некрономиконе» безумного араба Абдул Альхазреда есть строки с двойным смыслом, которые начинающий может прочесть по своему усмотрению, в частности такой куплет, неоднократно являвшийся предметом дискуссий: «Вечно лежать без движения может не только мертвый, а в странные эпохи даже смерть может умереть».
В романе «Случай Чарльза Декстера Варда» (1927) доктор Виллет находит «Некрономикон», а позже слышит заклинание воскрешения мертвых на ритуале: 
На полке стояли средневековые еврейские и арабские ученые и каббалисты. Доктор Мерритт побледнел, когда взял тонкий том, носящий невинное название «Закон Ислама» и увидел, что в действительности это запрещенный и подвергнутый проклятию «Некрономикон» — книга об оживлении мертвецов, принадлежащая безумному арабу Абдул Альхазреду, о которой он слышал чудовищные вещи; люди передавали их друг другу шёпотом, после того, как узнали о чудовищных обрядах, совершавшихся в странном рыбацком городке Кингспорте, в провинции Массачусетс.
В письме Карвен упоминает заклинание воскрешения мертвецов из VII книги «Некрономикона»:
Я следую указаниям Бореллия, но не могу должным образом разобраться в Книге VII «Некрономикона». Я бы хотел, чтобы вы припомнили, что было нам сказано в отношении соблюдения осторожности с тем, кого мы вызывать станем, ибо ведомо вам, что записал Мистер Мазер в «Маргиналиях»; и вы можете судить, насколько верно сия ужасающая вещь изложена. Я вновь и вновь говорю вам: не вызывайте Того, кого не сможете покорить воле своей. Под сими словами подразумеваю того, кто сможет в свою очередь призвать против вас такие силы, против которых окажутся бесполезны самые мощные заклинания. Проси меньшего, ибо Великий может не пожелать дать тебе ответа.
Карвен нашёл ключ к призыву Йог-Сотота в книге «Liber-Damnatus» Ибн Шакабао (упоминается в «Праздник»), а также нашёл формулу Йог-Сотота в виде идеограммы в «Некрономиконе»:
Я нашел слова, призывающие ЙОГ-СОТОТА и в первый раз узрел сей лик, о коем говорит Ибн Шакабао: И ОН упомянут в IX псалме в «Liber-Damnatus», что содержит ключ. Когда Солнце перейдет в пятый дом, а Сатурн окажется в благоприятном положении, начерти пентаграмму огня и трижды произнеси IX стих. Повторяй стих в Страстную Пятницу и в канун Дня Всех Святых, и предмет сей зародится во Внешних сферах. И из семени Древнего возродится «Тот, кто заглядывает в Прошлое», хотя и не ведает что ищет.

Формула Йог-Сотота состояла из двух параллельных столбцов; над левым был начертан архаический символ, носящий название «Голова Дракона», или «Восходящий узел», а над правым — соответственный ему «Хвост дракона», или «Нисходящий узел». Вторая половина — повторение первой, где переставлены строки и слоги, как бы написанные наоборот. Исключение составляют последние строки и странное имя ЙОГ-СОТОТ. Виллетт слышал формулу в Страстную пятницу. Она повторялась так часто, что доктор, сам того не замечая, стал произносить ее вслух.
В рассказе «Ужас Данвича» (1928) впервые упоминается Акло и заклинание призыва Йог-Сотота, что написано на странице 751 «Некрономикона» (перевод Олауса Вормиуса XVII век Испания). Уилбур Уэйтли читает идеограммы на языке существ Извне:
Открой врата для Йог-Сотота при помощи того долгого песнопения, что ты найдёшь на странице 751 полного издания «Некрономикона», а затем подожги тюрьму при помощи спичек. Огонь с земли не сможет зажечь ее… Не следует думать (гласил текст, который Эрмитэйдж быстро переводил в уме на английский), что человек является древнейшим или последним властителем Земли, или что известная нам форма жизни является единственной. Древние были, Древние есть и Древние будут. Они ходят среди нас, первобытные и безмолвные, не имеющие измерений и невидимые. Йог-Сотот знает врата. Йог-Сотот и есть врата. Йог-Сотот это и страж врат и ключ к ним. Прошлое, настоящее и будущее слились воедино в нем. Он знает, где Древние совершили прорыв в прошлом, и где Они сделают это вновь. Он знает, где Они ступали по Земле, и где Они все еще ступают, и почему никто не может увидеть Их там. Люди могут иногда догадаться об Их приближении по запаху, но об Их внешности никто из людей не может знать, они могут лишь догадываться, если увидят внешность тех, кого Они оставили среди людей, а таких есть множество видов — от таких, что полностью повторяют образ человека, до таких, у которых облик не имеет ни формы, ни материальной субстанции- то есть, таких, как Они сами. Они расхаживают, оставаясь незамеченными в пустынных местностях, где поизносятся Слова и исполняются Обряды во время их Сезонов. Ветер невнятно произносит Их речи, земля высказывает Их мысли, Они сгибают леса и сокрушают города, но ни лес, ни город не видит руку, их разрушающую. Кадат в холодной пустыне знал их, а какой человек знает Кадат? Ледовые пустыни Юга и затонувшие острова Океана хранят камни, на которых запечатлен их знак, но кто видел замерзшие города или затонувшие башни, давно увитые морскими водорослями или рачками? Великий Ктулху — Их двоюродный брат, но даже он может видеть Их только смутно. Йа! Шуб-Ниггурат! Лишь по зловонию узнаешь ты их. Руки Их у тебя на горле, но ты Их не видишь, и обиталище Их как раз там, где порог, что ты охраняешь. Йог-Сотот — вот ключ к тем вратам, где встречаются сферы. Человек правит теперь там, где раньше правили Они; скоро Они будут править там, где теперь правит человек. После лета наступает зима, после зимы — вновь придет лето. Они ждут, могучие и терпеливые, когда придёт их пора царствовать.
В повести «Шепчущий во тьме» (1931) в «Некрономиконе» описываются внеземные мифы и древние эпохи Земли, что происходили за долго до появления человека — циклы Йог-Сотота и Ктулху: 
Я на грани расшифровки Черного камня, при этом, весьма ужасным способом. Вы, конечно, знаете жуткие мифы, предвосхищающие появление на земле людей, — о циклах Йог-Сотота и Ктулху, — что описаны в «Некрономиконе». У меня нет слов, чтобы сказать что-либо определённое об этих узорах или хотя бы об общей конфигурации всего камня. Какие геометрические принципы легли в основу его огранки — я не видел предмета столь странного и чуждого нашему миру. Из иероглифов, начертанных на поверхности, очень немногие был различимы, но один-два вызвали у меня просто шок. Конечно, это могла быть и фальсификация, ибо есть и кроме меня люди, читавшие чудовищный «Некрономикон» безумного араба Абдул Альхазреда; но тем не менее я испытал нервную дрожь, узнав определённые идеограммы, которые, как я знал по своим исследованиям, связаны с наиболее святотатственными и леденящими кровь историями о существах, которые вели безумное полусуществование задолго до того, как были сотворены Земля и другие Внутренние миры солнечной системы.
Тсатхоггуа — это, бесформенное, жабоподобное божье создание, которое упоминается в «Некрономиконе» и цикле легенд «Комморион», из тексов жреца Атлантиды по имени Кларкаш-Тон.

Я догадался — по намекам, о тайнах Магеллановых Облаков и шаровидных туманностей, тёмной истине, скрытой за древней аллегорией Тао. Была полностью раскрыта тайна Долов, и мне стала известна сущность (хотя и не источник происхождения) Псов Тиндала. Легенда о Йиге, Отце Змей, уже перестала быть метафорической, и я стал испытывать отвращение, узнав о чудовищном ядерном хаосе по ту сторону искривленного пространства, которое в «Некрономиконе» было скрыто под именем Азатот. Я узнал, что первые, кто прошептал эти страшные сказки, имели контакты с Существами Извне и, вероятно, посетили космические сферы.
В повести «Хребты Безумия» (1931) в «Некрономикон» появляется описание рас инопланетян. Книга обросла мифами в кругу учёных Мискатоникского университета, поскольку в Аркхеме распространена своя мифология:
Все вокруг напоминало странные и тревожные азиатские пейзажи Николая Рериха, а также ещё более невероятные и нарушающие душевный покой описания зловещего плоскогорья Ленг, которые даёт безумный араб Абдул Альхазред в мрачном «Некрономиконе». Впоследствии я не раз пожалел, что, будучи студентом колледжа, заглядывал в эту чудовищную книгу.
Видом странная особь напоминала чудовищ из первобытных мифов, в частности легендарных Старцев из «Некрономикона». Тех, которые якобы породили жизнь на Земле не то шутки ради, не то по ошибке. Учёные всегда считали, что прообраз этих Старцев — древняя тропическая морская звезда, фантастически преображенная болезненным сознанием. Вроде чудовищ из доисторического фольклора, о которых писал Уилмарт. Вспоминается культ Ктулху…
Старцы являлись создателями и властителями жизни, послужив прототипами для самых жутких древних мифов, именно на них робко намекают «Пнакотические рукописи» и «Некрономикон».

В своем наводящем ужас «Некрономиконе» Абдула Альхазред, говоря о шогготах, намекает именно на вязкую массу, но считает, что они могли привидеться лишь тем, кто жевал траву, известную как алкалоид.
В рассказе «Ужас в Музее» (1932) мистик описывает инопланетян из «Некрономикона»:
Существа вели свое происхождение из более темных и загадочных, передаваемых лишь из уст в уста, тайных легенд древности — таковы были черный, бесформенный Тсатхоггуа, обладающий множеством щупалец Ктулху, снабженный ужасным хоботом Чаугнар Фаугн и иные чудовищные создания, знакомые избранным людям по запретным книгам «Некрономикон», «Книги Эйбона» или «Сокровенные культы» фон Юнцта. Предметы в этом музее или мрачном склепе гораздо менее поддавались описанию — то были отдельные части загадочных организмов, которые вкупе, видимо, обращались в самые бредовые фантомы. В глубине комнаты виднелась сбитая из тяжелых досок дверь, запертая на необычно громадный висячий замок, на ней был грубо намалеван многозначительный символ. Джонс, некогда имевший доступ к «Некрономикону», невольно вздрогнул при виде знакомого зловещего знака. 
В рассказе «Грёзы в ведьмовском доме» (1932) студент изучает в «Некрономиконе» знаки, пиктограммы и формулы неевклидовой геометрии, позволяющие перемещаться в пространстве:
Джилмен получил достаточно мрачное представление об ужасающих откровениях «Некрономикона» Абдул Альхазреда, дошедшего до нас в отрывках «Книги Эйбона», и запрещенных «Сокровенных культах» фон-Юнцта. Намеков и беглых упоминаний было достаточно для сопоставления с абстрактными математическими формулами, что абсолютно по-новому освещало свойства вселенной, взаимодействие известных и неведомых нам измерений космоса.
Джилмен должен был предстать перед Черным Человеком, и вместе с ним справиться к трону Азатота, что находится в самом сердце хаоса. Там своею собственной кровью распишется он в книге Азатота, раз уж удалось ему самостоятельно дойти до сокровенных тайн. Джилмен почти готов был подчиниться и отправиться вместе с ведьмой, Бурым Дженкином и тем, третьим, к трону хаоса, туда, где бездумно играют тонкие флейты; его останавливало только упоминание об Азатоте — из книги «Некрономикон» он знал, что этим именем обозначают исконное зло, слишком ужасное, чтобы его можно было описать.

Старуха со злобным взглядом; в правой ее руке сверкал нож с замысловатой рукояткой, а в левой ведьма держала необычной формы чашу из светлого металла, покрытую каким-то странным орнаментом, с тонкими ручками по бокам. Колдунья хрипло прокаркала слова какого-то заклинания — Джилмен не понял их, но он, кажется, встречал несколько фраз на этом языке в «Некрономиконе».
В рассказе «Тварь на пороге» (1933) в «Некрономиконе» появляется заклинание для переселения души в тело другого человека:
Я видел… Дикий взгляд и нечесаная борода, что так никогда до конца и не поседела! Как-то раз он глянул на меня, и с тех пор я никогда не забывал тот взгляд. А сейчас Асенат смотрит на меня так же… И я знаю почему!.. Он обнаружил это в «Некрономиконе» — формулу! Я не в силах пока назвать тебе конкретную страницу. Вот тогда ты действительно поверишь и поймешь, что именно меня засосало. Снова и снова, снова, снова и снова — от тела к телу, и опять к телу — он собирался жить вечно! Сияние жизни — он знает, как разорвать связь… она может теплиться еще некоторое время уже после того как само тело умерло.

В рассказе «Врата серебряного ключа» (1933) «Некрономикон» содержит сведения о путешествии сквозь время: 
Картер встретил Проводника, о котором были намеки в «Пнакотикских рукописях» и целая глава заповедного «Некрономикона» безумного араба Абдулы Алхазреда стала ясна, когда он разгадал смысл загадочных арабесок на серебряном ключе. Перед ним открылся Путь, уводящий из-под власти времени в иную протяженность Земли, ведущий к Последней Пустоте, за пределами вселенной. Картер следовал за страшным Проводником, обитавшим на Земле миллионы лет назад, когда по ней бродили смутные забытые тени. Они воздвигли удивительные города, на развалинах которых впоследствии ползали первые млекопитающие. В ужасном «Некрономиконе» звучат глухие предостережения о Проводнике. В «Книге Тота» сказано о страшной силе Его взгляда. Мерзостный ночной страж попирает Знак Старцев. Ибо он Умр ат-Тавил, древнейший на свете, чье имя дословно означает продолжатель жизни.

В повести «За гранью времён» (1934) в «Некрономиконе» упоминается нечеловеческий культ и инопланетяне:
Пожалуй, не было в истории такого периода, когда различные тайные секты не пытались бы придать этим воспоминаниям культовое значение. В «Некрономиконе» содержалось упоминание об одном из таких культов, приверженцы которого несколько раз оказывали помощь людям, чье сознание возвращалось из глубин прошлого, из эры Великой Расы
Август Дерлет упоминает «Некрономиконе» почти в каждом из незавершенных рассказов Лавкрафта, которые он дописал позже.

## Содержание
Знаки:
- Знак Рока (англ. Sign of DOOM) — символ, который жрец Таран-иш изобразил на алтаре в Сарнате («Пнакотические рукописи»). Описан в рассказе «Карающий Рок над Сарнатом».
- Циклопический символ (англ. Cyclopean symbol) — символ, который высек на горе Хатег-Кла чей то титанический резец («Пнакотические рукописи»). Описан в рассказе «Иные Боги».
- Символ первозданной жизни (англ. Symbols of primordial life) — символ древней расы рептилий. Описан в рассказе «Безымянный город».
- Символ души (англ. Soul-symbol) — символ гулей из «Некрономикна». Описан в рассказе «Пёс».
- Знак Голова дракона (англ. Sign of Dragon’s Head) — символ на языке Акло. Описан в романе «Случай Чарльза Декстера Варда».
- Знак Хвост дракона (англ. Sign of Dragon’s Tail) — символ на языке Акло. Описан в романе «Случай Чарльза Декстера Варда».
- Ведьмин знак (англ. Witch-mark) — символ в пещере, где проводили шабаш. Описан в романе «Случай Чарльза Декстера Варда».
- Знак Козла (англ. Sign of the Goat) — символ в пещере, где проводили шабаш. Описан в романе «Случай Чарльза Декстера Варда».
- Знак Кот (англ. Sign of Koth) — символ чёрной башни, что ведет в Подземный мир. Описан в романе «Случай Чарльза Декстера Варда» и повести «Сомнамбулический поиск неведомого Кадата».
- Знак Старцев (англ. Elder Sign) — защитный знак Древних богов. Описан в повести «Сомнамбулический поиск неведомого Кадата» и «Врата серебряного ключа».
- Жёлтый знак (англ. Yellow Sign) — символ, который использую сектанты. Описан в повести «Шепчущий во тьме».
- Знак Вууриш (англ. Voorish Sign) — известен из древнего европейского фольклора и колдовства. Знак упоминают такие авторы как: Артур Мейчен. Описан в рассказе «Ужас Данвича».
- Знаки Древних (англ. Old Ones’ signs) — Глубоководные использовали символы Древних на украшениях из золота, которые напоминают свастику. Описан в повести «Тень над Иннсмутом».

Другое:
- Фигурка Гончей — сидящая крылатая собака или Сфинкс с полу-собачьей головой; в древней восточной манере из нефрита, с клеймом гротескного черепа (символ души гулей). Описан в рассказе «Пёс».
- Призыв существ из Загробного мира и первобытный ритуал солнцестояния Йоль — Описаны в рассказе «Праздник».
- Р’льех, Безымянный город и Ирем, город столбов — Описаны в рассказе «Зов Ктулху».
- Живые соли и Несовершенные соли — порошки голубовато-серого и светло-розового при произнесении заклинаний источают дым, что обретает форму умершего человека или мертвеца. Описаны в романе «Случай Чарльза Декстера Варда».
- Древние боги — описаны в «Зов Ктулху», «Ужас Данвича», «Шепчущий во тьме» ,"Хребты Безумия", «За гранью времён».
- Старцы, Потомки Ктулху, Ми-Го, Шогготы — большое количество информации. Описаны в «Ужас Данвича», «Шепчущий во тьме»,"Хребты Безумия".
- Йит и летающие Полуполиппы — большое количество информации. Описаны в повести «За гранью времён».
- Акло — язык инопланетян, описан в «Ужас Данвича».
- Парная формула Йог-Сотота — формула на странице 751, способная призывать и уничтожать существ Извне. Описана в рассказе «Ужас Данвича».
- Порошок Ибн Гази — инструкция по приготовлению субстанции, способной делать видимыми существ Извне. Описан в рассказе «Ужас Данвича».
- Чёрный камень — предмет религиозного значения, с неизвестными иероглифами, наполовину стертыми. Описан в повести «Шепчущий во тьме».
- Формула переноса разума — с её помощью колдуны могут переселяться в тело других людей. Описана в рассказе «Тварь на пороге».
- Ран-тегот, Чаугнар Фаугн, шамблер — описаны в рассказе в рассказе «Ужас в Музее».
- Умр ат-Тавил — страж Последних врат. Описан в рассказе «Врата серебряного ключа».
- Пиктограммы и формулы неевклидовой геометрии — позволяют перемещаться в пространстве. Описаны в рассказе «Грёзы в ведьмовском доме».
- Рассказы о Гулях — заключение которого было оторвано от гарвардского тома Некрономикона (Избранные письма Лавкрафта III)
- Язык Наакаль — страница 984 содержит отрывок на языке Наакаль; перевод не дан (Избранные письма Лавкрафта IV)
- Ряд звездочек — фраза, которая даже на арабском цензурируется звездочками (Избранные письма Лавкрафта III)

Последователи «Мифов Ктулху» часто упоминают «Некрономикон» Лавкрафта и добавляются свое описание существ, божеств, реликвий, заклинаний, которые часто противоречат оригинальным сведениям.

## Местонахождение
Согласно Лавкрафту, существуют несколько экземпляров «Некрономикона» (в отличие от работ более поздних последователей, которые упоминают иные экземпляры в разных местах). «Некрономикон» хранят различные учреждения и люди:
- Британский музей
- Национальная библиотека Франции
- Библиотека Гарвардского университета
- Университет Буэнос-Айреса
- Библиотека вымышленного Мискатоникского университета, что находится в таком же вымышленном Аркхеме, штат Массачусетс.
- Последнее издание — латинский перевод Оле Ворма, был отпечатан в Испании в XVII веке, а ныне исчез.
- Другие копии, писал Лавкрафт, хранятся у частных лиц. Копией владел Джозеф Карвен в романе «Случай Чарльза Декстера Варда». Некая версия появляется в Кингспорте в рассказе «Праздник». Происхождение копии, прочитанной рассказчиком в рассказе «Безымянный город», — неизвестно. Книгой владел герой в рассказе «Пес». По слухам, греческий текст XVI века уцелел в семье Пикманов из Салема.

## Пародии и реальные мистификации
Лавкрафт дабы погасить общественный интерес и отвлечь от себя дурные слухи, позднее утверждал, что «Некрономикон» — чистая выдумка, но есть люди, считавшие, что литературный «Некрономикон» Лавкрафта является отсылкой к реально существовавшей книге. Лавкрафт часто получал письма от читателей, желающих выяснить правду о «Некрономиконе». Позже в США продавцы книг и библиотекари получали много запросов на «Некрономикон». Шутники причислили книгу в каталог раритетов, а студенты тайно пронесли карточку с номером для «Некрономикона» в карточный каталог библиотеки Йельского университета. Ватикан тоже получает запросы на книгу от тех, кто считает, будто в Библиотеке Ватикана есть копия.
Точно так же в университетской библиотеке Тромсё, Норвегия есть переведенная версия «Некрономикона», приписываемая Петрусу де Дакия и опубликованная в 1994 году, хотя документ указан как «недоступный».
В 1973 году «Owlswick Press» выпустила ограниченное издание «Некрономикона» (348 экземпляров), написанное на неразборчивом, очевидно вымышленном языке, известным как «Дуриак». Книга содержит введение Лайона Спраг де Кампа.
Грань между вымыслом и реальностью была ещё больше размыта в конце 1970-х годов после выхода в свет книги под названием «Grimoirium Imperium», претендующей на звание перевода настоящего «Некрономикона». Другой «Некрономикон Саймона», под псевдонимом Симон, слабо связан с мифологией Лавкрафта и базируется на мифологии шумеров. Позднее он выходил под названием «Симоникон». Попав в продажу в мягкой обложке в 1980 году, он никогда не выходил из печати и к 2006 году было продано 800 000 экземпляров, что сделало его самым популярным на сегодняшний день «Некрономикон Саймона». Начало предваряется предисловием Джона Ди, известного учёного XVI века, который якобы перевел её с арабского на латынь и английский и издал в Риме в 1608 году. Эта же книга известна как «Некрономикон Кроули», поскольку, согласно одной из легенд, текст её был передан Лавкрафту его женой Соней Грин, которая якобы незадолго до этого была любовницей знаменитого оккультиста. Несмотря на своё содержание, маркетинг книги в значительной степени сосредоточился на связи с работой Лавкрафта и сделал сенсационные заявления о магической силе книги. В рекламном ролике говорится, что это была «потенциально самая опасная Чёрная книга, известная западному миру». С тех пор были опубликованы три дополнительных тома — «Книга заклинаний Некрономикона», о познании 50 имён Мардука; «Мёртвые имена: Тёмная история Некрономикона», история самой книги и оккультной сцены Нью-Йорка конца 1970-х годов; и «Врата Некрономикона», инструкции по работе с Саймоном Некрономиконом.
Одна из вариаций фальшивой версии «Некрономикона», под названием «Liber Logaeth», редакции Джорджа Хэя, появилась в 1978 году. Она включала введение исследователя паранормальных явлений от писателя Колина Уилсона. Дэвид Лэнгфорд писал, что книга была подготовлена на основе компьютерного анализа обнаруженного «зашифрованным текстом» доктором Джоном Ди. Полученный «перевод» на самом деле был написан оккультистом Робертом Тернером. Книга ближе к лавкрафтовской мифологии, чем текст Саймона, и даже включает в себя цитаты из его произведений, но вместе с тем пестрит анахронизмами. Кроме того, подлинный текст «Liber Logaeth», действительно написанный Джоном Ди на енохианском языке, не имеет отношения к «Некрономикону» ни по объёму, ни по содержанию. Уилсон также написал рассказ «Возвращение Льойгора», в котором рукопись Войнича оказывается копией «Некрономикона».
После успеха «Некрономикона Саймона» полемика вокруг фактического существования «Некрономикона» стала столь обширной, что в 1998 году была опубликована подробная книга «Файлы Некрономикона», в которой была предпринята попытка раз и навсегда доказать, что эта книга является чистой выдумкой. Он подробно охватывал известные «Некрономиконы», особенно «Некрономикона Саймона», а также ряд более малоизвестных. Был переиздан и расширен в 2003 году.
В 2004 году вышел «Некрономикон: странствия Альхазреда» канадского оккультиста Дональда Тайсона, опубликованный «Llewellyn Worldwide». Считается, что «Некрономикон Тайсона» ближе к видению Лавкрафта, чем другие опубликованные версии. Дональд Тайсон ясно заявил, что «Некрономикон» вымышленный, но это не помешало его книге стать центром некоторых споров. С тех пор Тайсон опубликовал «Альхазред», новеллизацию жизни автора «Некрономикона».
Кеннет Грант, британский маг, ученик Алистера Кроули и глава Тифонианского Ордена Восточных Тамплиеров, предположил в своей книге 1972 года «Магическое возрождение», что между Кроули и Лавкрафтом существует бессознательная связь. Он считал, что они оба опирались на одни и те же оккультные силы; Кроули — с помощью своей магии, а Лавкрафт — с помощью снов, которыми вдохновили его труды. Грант утверждал, что «Некрономикон» существовал как астральная книга и часть «Хроники Акаши», и к нему можно получить доступ с помощью ритуальной магии или во сне. Идеи Гранта о Лавкрафте были широко представлены во введении к «Некрономикону Саймона», а также были поддержаны Тайсоном.
Малоизвестное издание «Некрономикон Гигера» (1977) — собрание картин, написанных швейцарским художником Гансом Гигером (создателем прототипа чудовищ для фильма «Чужой»). Существует и ряд других «Некрономиконов»: де Кампа, Квина, Рипеля и др., а также т. н. «текст Р’льеха». Многие из этих и других текстов легли в основу «Некрономикона», выпущенного в 2009 году автором, который выполнил их перевод, под псевдонимом Анна Нэнси Оуэн.
Другим возможным аналогом «Некрономикона» могла служить книга «Пикатрикс», приписываемая Масламе ибн Ахма аль-Маджрити (Мадридскому). Эта книга по магии была написана по-арабски около 1000 года и переведена на латынь для кастильского короля Альфонсо Мудрого в 1256 году. Книга состоит из четырёх глав и содержит обширные сведения по астральной и талисманной магии. В ней содержится сообщение о некоем таинственном городе Адоцентине, будто бы основанном в Египте Гермесом Трисмегистом. В средние века книга ценилась очень высоко, но считалась «чёрномагической». Французский король Генрих III, позволил Агриппе д’Обинье ознакомиться с ней, взяв с него клятву не делать копию.
В сети также можно прочитать вымышленную историю о том, как два парня купили Некрономикон в интернете и что потом с ними произошло.

## «Некрономикон» в письмах Лавкрафта
Было время, когда я собрал небольшую коллекцию восточных гончарных изделий и предметов искусства, объявив себя правоверным Магометанином, и назвался «Абдул Альхазред» — имя, которое, как вы можете заметить, я использую как имя автора мифического произведения «Некрономикон», упоминающегося во многих моих историях…
— К Эдвину Байрду (3 февраля 1924)

Относительно торжественно процитированных циклов мифов Ктулху, Йог-Сотота, Р’льеха, Ньярлатотепа, Наг и Йеб, Йига, Шаб-Ниггурата и т. д., и т. д. — признаюсь, что это полностью моя выдумка, подобно густонаселённому и разнообразному пантеону Пеганы Лорда Дансани. Причиной их отражения в работе доктора де Кастро является то, что вышеуказанный джентльмен является моим клиентом — я просматриваю его работы — и в них я для развлечения вставил эти ссылки. Если кто-нибудь из других моих клиентов разместит свои работы в W. T., вы, возможно, обнаружите ещё больший разгул культов Азатота, Ктулху и Великих Древних! Некрономикон безумного араба Абдула Альхазреда — также нечто, должное всё же быть написано, чтобы стать реальностью. Абдул — любимый персонаж моих фантазий; на самом деле, так я называл себя в возрасте пяти лет, будучи большим любителем Арабских ночей в переводе Эндрю Ланга. Несколько лет назад я сделал псевдо-историческое описание жизни Абдула и постигших его отвратительную и непредставимую рукопись «Аль Азиф» и её переводов превратностей после его смерти… — описание, которому я буду следовать в последующих моих ссылках на эту тёмную и проклинаемую книгу. Я долгое время ссылался на определённые выдержки из Некрономикона — действительно считая неплохим развлечением придание правдоподобия этой искусственной мифологии путём обширного цитирования. Тем не менее, пожалуй, стоит написать мистеру О’Нейлу и разуверить его относительно белого пятна в его мифологической эрудиции!
— К Роберту Говарду (14 августа 1930)

… Я прочитал «Арабские ночи» в пятилетнем возрасте. В те дни я часто надевал тюрбан, рисовал себе бороду горелой пробкой и называл себя именем (одному Аллаху известно, где я его выкопал!) Абдул Альхазред — которое я впоследствии использовал, в память о былых днях, как имя гипотетического автора гипотетического Некрономикона!
— К Роберту Говарду (4 октября 1930)

Что касается написания Некрономикона — хотелось бы мне иметь достаточно энергии и изобретательности для его создания! Боюсь, это будет сложная задача, ввиду разнообразия ссылок и намёков, сделанных мной за все время! Я мог бы, конечно, выпустить сокращённый Некрономикон — содержащий отрывки, которые будут считаться по крайней мере разумно безопасными для прочтения человечеством! Так как Чёрная Книга фон Юнтца и поэмы Джастина Джеффри уже продаются, мне, пожалуй, стоит задуматься об обессмерчивании старого Абдула!
— К Роберту Говарду (7 мая 1932)

Кстати, нет никакого «Некрономикона безумного араба Абдула Альхазреда». Этот адский и запрещённый том — образная суть моей концепции, которую другие из группы W. T. также использовали для фона в произведениях.
— К Роберту Блоху (9 мая 1933)

Что касается «Некрономикона» — трижды использованные за последний месяц намёки на него вызвали невероятное количество запросов относительно истинности и возможности получения работ Альхазреда, Эйбона и фон Юнтца. В каждом случае я искренне сознавался в подделке.
— К Роберту Блоху (9 мая 1933)

Относительно Некрономикона — я должен признаться, что этот чудовищный том — просто вымысел моего собственного воображения! Изобретение ужасных книг — любимое времяпрепровождение приверженцев сверхъестественного, и… многие из постоянных корреспондентов W. T. могут похвастаться таковыми — хотя может быть, что хвастаться тут нечем. Использование созданных друг другом демонов и воображаемых книг в своих историях скорее развлекает различных авторов — так что Кларк Эштон Смит часто говорит о моем Некрономиконе, в то время как я обращаюсь к его Книге Эйбона… и так далее. Это объединение ресурсов позволяет создать псевдо-убедительный фон тёмной мифологии, преданий и библиографий — хотя, конечно, ни один из нас не имеет желания фактически вводить в заблуждение читателей.
— К мисс Маргарет Сильвестр (13 января 1934)

Относительно ужасного Некрономикона безумного араба Абдула Альхазреда — признаюсь, что и зловещий том, и его проклинаемый автор — суть не что иное, как плоды моего воображения — как и злые сущности: Азатот, Йог-Сотот, Ньярлатотеп, Шаб-Ниггурат. Тсатоггуа и Книга Эйбон — изобретения Кларка Эштона Смита, в то время как Фридрих фон Юнтц и его чудовищные «Unaussprechlichen Kulten» порождены плодотворным воображением Роберта Говарда. Забавляясь созданием убедительного цикла выдуманного фольклора, вся наша банда часто ссылается на созданных другими её членами демонов, приобретших статус домашних любимцев; так, например, Смит использует моего Йог-Сотота, а я использую его Тсатоггуа. Также порой я вставляю пару собственных демонов в просматриваемые или написанные мной в соавторстве рассказы других профессиональных клиентов. Таким образом наш чёрный пантеон приобретает обширную гласность и псевдоавторитетность, которую иначе бы не получить. Однако мы никогда не пытаемся свести всё к фактическому обману и всегда старательно объясняем вопрошающим, что это — стопроцентная фантазия. Чтобы избежать двусмысленности в моих ссылках на Некрономикон, я составил краткую историю его «создания»… Это придаёт ему своего рода дух правдоподобия.
— К Вильяму Фредерику Ангеру (14 августа 1934)

Имя «Абдул Альхазред» придумал для меня кто-то из взрослых (я не могу вспомнить, кто именно), когда мне было 5 лет, и после прочтения «Арабских ночей» я страстно возжелал стать арабом. Годы спустя мне пришло в голову, что будет забавно использовать его в качестве имени автора запретной книги. Название «Некрономикон»… пришло ко мне во сне.
— К Гарри О. Фишеру (конец февраля 1937)

## В культуре
- Филипп Дрюйе проиллюстрировал версию «Некрономикона» в октябрьском выпуске журнала Heavy Metal за 1979 г. (сентябрь 1978 г. для оригинального выпуска Métal Hurlant).
- В романе Стивена Кинга 1987 года «Глаза дракона» злой волшебник Флэгг владеет огромной книгой заклинаний, написанной безумным волшебником Альхазредом в далекой стране. Чтение этой книги слишком долго означало риск сойти с ума.
- «Некрономикон» мимолетно появляется во многих фильмах, телешоу и нескольких видеоиграх, а его версия, известная как «Некрономикон Экс-Мортис», фигурирует в качестве основного сюжета в серии фильмов «Зловещие мертвецы». Книга во франшизе «Зловещие мертвецы» также называется «Naturom Demonto». В отличие от оригинала Лавкрафта, версия «Зловещих мертвецов» изображается как имеющая явные врожденные магические свойства, активируемые заклинаниями, в то время как некоторые истории расширенной вселенной, такие как «Марвел Зомби против Армии тьмы», изображают книгу как действительно разумную, способную разговаривать с Эшем Уильямсом и другими персонажами. Ещё одно отличие состоит в том, что «Некрономикон Экс-Мортис» изображается как написанный на шумерском языке, в отличие от оригинала Лавкрафта, который изначально был написан на арабском языке[27].
- «Некрономикон» появляется в фильме 1991 года «Смертельное заклинание» как «книга эзотерических заклинаний», которую главный герой, частный сыщик по имени Г. Филлип Лавкрафт, должен найти.
- В 1993 году «Некрономикон» появляется в фильме «Джейсон отправляется в ад: Последняя пятница», поскольку режиссёр хотел предположить, что «Некрономикон» используется для воскрешения Джейсона Вурхиза.
- В видеоигре Shadow of the Comet[англ.] 1993 года «Некрономикон» упоминается как материал, относящийся к самому злому из всех великих, Йог-Сототу.
- В 1994 году «Некрономикон» появляется в фильме «Адская месть-2. Кровавые крылья».
- «Некрономикон» — фильм-антология 1994 года, состоящий из трех рассказов Лавкрафта, снятый Брайаном Юзна, Кристофом Гансом и Сюсукэ Канэко[англ.].
- В видеоигре Prisoner of Ice[англ.] 1995 года «Некрономикон» использовался как оружие для победы над финальным боссом.
- «Некрономикон» появляется в комиксе «Загробная жизнь с Арчи».
- В 14 сезоне в 12 серии «Восхождение Мистериона» американского мультсериала «Южный парк» дети городка Колорадо ищут Некрономикон для спасения мира от Ктулху.
- В 2019 году в фильме «Цвет иных миров» «Некрономикон» представлен как дешёвое печатное издание бульварной прессы, которое никто не воспринимает всерьез.
- «Некрономикон» появляется в библиографии персонажей романа Майкла Крайтона 1976 года «Пожиратели мертвых».
- «Некрономикон» появляется в видеоигре Crusader Kings II как артефакт, который может получить игрок.
- Пародия на книгу появляется в серии «Плоский мир» Терри Пратчетта как «The Necrotelecomnicon» (Телефонная книга мёртвых), также известная как «Liber Paginarum Fulvarum» (Книга жёлтых страниц), написанная Ахмедом «Я-получаю-эти-головные-боли» (пародия на Абдула Альхазреда).
- Поэт и музыкант Михаил Юрьевич Елизаров написал песню под названием «Некрономикон», в которой не раз была упомянута эта книга. Так же в ней упоминал и персонажа писателя Говарда Филлипса Лавкрафта Ктулху в строчке «И запредельный космический Хаос заговорил со мной голосом Ктулху».
- Некрономикон появляется в видеоигре «Discord Times» от Aterdux Entertainment в качестве предмета, который можно дать персонажу.
- Некрономикон появляется в видеоигре «The Binding of Isaac» в качестве артефакта, который может получить игрок.
- Некрономикон используется студентом Картером для борьбы с демоном в фильме «Неименуемое», снятом в 1988 году по одноимённому рассказу Г. Ф. Лавкрафта. Также им же применяется с той же целью в продолжении, снятом в 1993 году фильме «Невыразимый ужас 2».
- Название группы Nekrogoblikon, вероятно, вдохновлено Некрономиконом.
- В игре Team Fortress 2 присутствует Бомбиномикон[28], название и внешний вид которого вдохновлены Некрономиконом.
- Во вселенной The Elders Scrolls существуют Огма Инфиниум[29] и Чёрные книги[30], содержащие запретные знания даэдрического принца Хермеуса Моры. Их внешний вид и содержание перекликаются с Некрономиконом.
- Некрономикон упоминает Александр Рудазов в своих произведениях. В цикле «Архимаг» присутствуют описанные в некрономиконе демоны, выступающие в роли главных антагонистов, в том числе Йог-Сотот (в «Архимаге» именуемый Йог-Сотхотхом). В книгах цикла «Яцхен» некрономикон упоминается напрямую. Его автор Абдул Аль-Хазред из «безумного араба» становится великим демонологом, который лично был в тёмном мире Лэнге, после путешествия в который и сохранил полученные знания в некрономиконе. Сам же Говард Лавкрафт в творчестве Рудазова упоминается и описывается как человек, в чьих руках бывал некрономикон, поэтому Лавкрафт стремился предупредить человечество об опасности через свои работы.
- В режиме игры World of Warcraft Season of discovery так же есть добыча с рейда Гномреган, книжка — «Некрогномикон».
- «Некрономикон» появляется в видеоигре Kingdom Come Deliverance, как запретная книга, что хранится в стенах Сазавского Монастыря.
- В игре Jets’n’Guns 2004-го года можно найти секретный предмет для продажи — «Некрофиликон». Стоимость предмета 13 666 единиц игровой валюты.

## Имеющиеся в продаже имитации
- de Camp, L. Sprague (1973). Al Azif: The Necronomicon. ISBN 1-58715-043-3.
- Simon (1980). Necronomicon. ISBN 0-380-75192-5.
- Simon (2006). The Gates of the Necronomicon. ISBN 0-06-089006-1.
- Ioannidis, George (2008). ΝΕΚΡΟΝΟΜΙΚΟΝ [Necronomicon: A Study in the Forbidden Magic of Lovecraft & the Great Mystery of Stargates] (in Greek) (Greek ed.). ISBN 978-9604211340.
- Hay, George, ed. (1993). The Necronomicon. ISBN 1-871438-16-0.
- Tyson, Donald (2004). Necronomicon: The Wanderings of Alhazred. ISBN 0-7387-0627-2.
- Necronomicon Plush Book. Toy vault. ASIN B000GPWP6Q. Archived from the original (Pillow) on 2017-07-12. Retrieved 2018-07-15. Not an actual book, but rather a novelty collectible parodying the format of children’s pop-up books